# Esiliiga 1993/94
Die Esiliiga 1993/94 war die dritte Spielzeit der zweithöchsten estnischen Fußball-Spielklasse der Herren.

## Modus
Geplant war eine Saison mit zwölf Mannschaften. Der Vorjahresvierte JK Järvamaa zog vor Saisonbeginn zurück. Die elf Teams spielten jeweils zweimal gegeneinander und absolvierten 20 Saisonspiele. Der Tabellenerste stieg in die Meistriliiga auf. Die letzten drei Teams stiegen ab. 

## Vereine
Tulevik Viljandi war aus der Meistriliiga abgestiegen. Aus der II Liiga kamen Fööniks-Sport Valga, Pärnu JK Kalev, JK Vall, JK Tallinn und JK Paber Kehra.
| Verein              | Stadt        | Stadion                | Kapazität |
| ------------------- | ------------ | ---------------------- | --------- |
| Narva Kreenholm     | Narva        | Kreenholmi staadion    | 1.065     |
| Pena Kohtla-Järve   | Kohtla-Järve | Keemiku staadion       | 4.000     |
| Lokomotiiv Valga    | Valga        | Keskstaadion           | 0500      |
| JK Vall             | Tallinn      | Kalevi Keskstaadion    | 11.5000   |
| JK Tallinn          | Tallinn      | Wismari staadion       | 0500      |
| Olümpia Maardu      | Maardu       | Maardu linnastaadion   | 1.000     |
| Tulevik Viljandi    | Viljandi     | Viljandi linnastaadion | 2.000     |
| Pärnu JK Kalev      | Pärnu        | Strand-Stadion         | 1.500     |
| FC Irbis Kiviõli    | Kiviõli      | Kiviõli staadion       | 0180      |
| Fööniks-Sport Valga | Valga        | Keskstaadion           | 0500      |
| JK Paber Kehra      | Kehra        | Kehra staadion         | 0500      |

## Abschlusstabelle
| Pl. | Verein               | Sp. | S  | U | N  | Tore    | Diff. | Punkte |
| --- | -------------------- | --- | -- | - | -- | ------- | ----- | ------ |
| 1.  | Pärnu JK Kalev       | 20  | 14 | 2 | 4  | 070:280 | +42   | 30:10  |
| 2.  | JK Vall (N)          | 20  | 13 | 3 | 4  | 078:230 | +55   | 29:11  |
| 3.  | Pena Kohtla-Järve    | 20  | 11 | 3 | 6  | 032:280 | +4    | 25:15  |
| 4.  | FC Irbis Kiviõli     | 20  | 9  | 4 | 7  | 041:260 | +15   | 22:18  |
| 5.  | JK Tallinn (N)       | 20  | 9  | 4 | 7  | 037:320 | +5    | 22:18  |
| 6.  | Lokomotiiv Valga     | 20  | 10 | 1 | 9  | 052:420 | +10   | 21:19  |
| 7.  | Narva Kreenholm      | 20  | 8  | 4 | 8  | 040:380 | +2    | 20:20  |
| 8.  | Tulevik Viljandi (A) | 20  | 8  | 3 | 9  | 044:380 | +6    | 19:21  |
| 9.  | JK Paber Kehra (N)   | 20  | 7  | 3 | 10 | 033:470 | −14   | 17:23  |
| 10. | Olümpia Maardu       | 20  | 5  | 5 | 10 | 039:450 | −6    | 15:25  |
| 11. | Fööniks-Sport Valga  | 20  | 0  | 0 | 20 | 008:127 | −119  | 0:40   |
| 11. | JK Järvamaa          | 0   | 0  | 0 | 0  | 000:000 | ±0    | 0:0    |

| (A) | Absteiger aus der Meistriliiga 1992/93 |
| (N) | Neuaufsteiger aus der II Liiga         |